# Kontrolní služba radioelektrická
Kontrolní služba radioelektrická (KSR) též známá jako Keser byla státní organizace, která se od začátku 30. let 20. století zaměřovala na mapování radiokomunikačního provozu na území Československa a později byla využívána pro odhalování agenturních radiových komunikací německých a maďarských špionážních sítí.

## Historie KSR
KSR vznikla pod Ředitelstvím pošt, kterým byla také řízena, odborným vedením služby byl pověřen Telegrafní úřad. Prvotním úkolem bylo mapování radiokomunikačního provozu na území ČSR a dohled na činnost radioamatérů. První dvě stacionární stanice vznikly v Praze, později vznikly další dvě v Brně a Košicích. Později byla služba vybavena třemi vozy Škoda Rapid se zaměřovacími rámy.

## Činnost
Pracovníci KSR se střídali ve směnách na dvou místech v Praze, v Krči a na Smíchově. Jejich činnost spočívala v přelaďování přijímače na krátkých vlnách a zaznamenávání neidentifikovatelného vysílání. Analýzou provozu se nezabývali.
Činnost radiové kontrarozvědky byla vykonávána pouze na upozornění občanů. Za dobu své činnosti ale KSR neodhalila žádnou vysílačku nepřátelské zpravodajské služby. Důvodem bylo nedostatečné organizační, personální a technické vybavení.

## Ukončení činnosti
KSR byla rozpuštěna po obsazení Československa nacistickým Německem.